# Liste des cantons de Tarn-et-Garonne

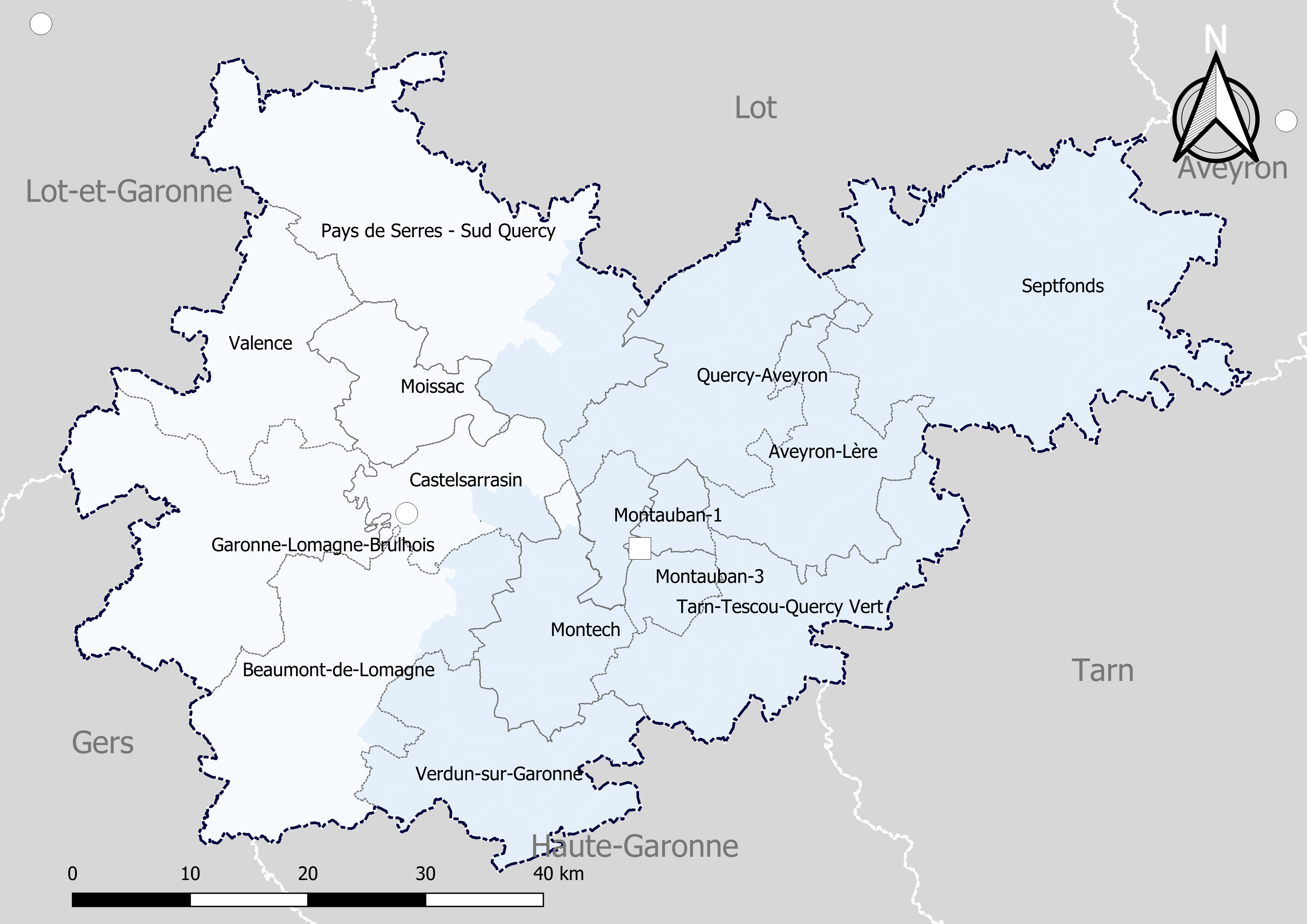
Découpage cantonal du département de Tarn-et-Garonne, avec en surimpression les arrondissements (en nuances de bleu) - Carte arrêtée au 1er janvier 2019.

Le département de Tarn-et-Garonne compte 15 cantons depuis 2014 et 30 avant 2015.

## Histoire

### Découpage cantonal de 1973 à 2015
Liste des 30 anciens cantons du département de Tarn-et-Garonne, par arrondissement :
- arrondissement de Castelsarrasin (12 cantons - sous-préfecture : Castelsarrasin) :
canton d'Auvillar - canton de Beaumont-de-Lomagne - canton de Bourg-de-Visa - canton de Castelsarrasin-1 - canton de Castelsarrasin-2 - canton de Lauzerte - canton de Lavit - canton de Moissac-1 - canton de Moissac-2 - canton de Montaigu-de-Quercy - canton de Saint-Nicolas-de-la-Grave - canton de Valence
- arrondissement de Montauban (18 cantons - préfecture : Montauban) :
canton de Caussade - canton de Caylus - canton de Grisolles - canton de Lafrançaise - canton de Molières - canton de Monclar-de-Quercy - canton de Montauban-1 - canton de Montauban-2 - canton de Montauban-3 - canton de Montauban-4 - canton de Montauban-5 - canton de Montauban-6 - canton de Montech - canton de Montpezat-de-Quercy - canton de Nègrepelisse - canton de Saint-Antonin-Noble-Val - canton de Verdun-sur-Garonne - canton de Villebrumier

#### Homonymies
Le canton de Valence n'a pas d'homonyme exact, mais plusieurs homonymes partiels. La commune chef-lieu a plusieurs homonymes exacts et partiels.
Le canton de Grisolles n'a aucun homonyme, mais sa commune chef-lieu a un homonyme exact.
Le canton de Molières n'a aucun homonyme, mais sa commune chef-lieu a plusieurs homonymes exacts et partiels.

### Redécoupage cantonal depuis 2014
Dans la poursuite de la réforme territoriale engagée en 2010, l'Assemblée nationale adopte définitivement le 17 avril 2013 la réforme du mode de scrutin pour les élections départementales destinée à garantir la parité hommes/femmes. Les lois (loi organique 2013-402 et loi 2013-403) sont promulguées le 17 mai 2013. Un nouveau découpage territorial est défini par décret du 27 février 2014 pour le département de Tarn-et-Garonne. Celui-ci entre en vigueur lors du premier renouvellement général des assemblées départementales suivant la publication du décret, prévu en mars 2015. Les conseillers départementaux sont élus au scrutin majoritaire binominal mixte. Les électeurs de chaque canton éliront au Conseil départemental, nouvelle appellation des Conseils généraux, deux membres de sexe différent, qui se présenteront en binôme de candidats. Les conseillers départementaux seront élus pour 6 ans au scrutin binominal majoritaire à deux tours, l'accès au second tour nécessitant 10 % des inscrits au 1er tour. En outre la totalité des conseillers départementaux est renouvelée.
Ce nouveau mode de scrutin nécessite un redécoupage des cantons dont le nombre est divisé par deux avec arrondi à l'unité impaire supérieure si ce nombre n'est pas entier impair et avec des conditions de seuils minimaux. En Tarn-et-Garonne le nombre de cantons passe ainsi de 30 à 15.
Les critères du remodelage cantonal sont les suivants : le territoire de chaque canton doit être défini sur des bases essentiellement démographiques, le territoire de chaque canton doit être continu et les communes de moins de 3 500 habitants sont entièrement comprises dans le même canton. Il n’est fait référence, ni aux limites des arrondissements, ni à celles des circonscriptions législatives.
Conformément à de multiples décisions du Conseil constitutionnel depuis 1985 et notamment sa décision no 2010-618 DC du 9 décembre 2010, il est admis que le principe d’égalité des électeurs au regard des critères démographiques est respecté lorsque le ratio conseiller/habitant de la circonscription est compris dans une fourchette de 20 % de part et d'autre du ratio moyen conseiller/habitant du département. Pour le département de Tarn-et-Garonne, la population de référence est la population légale en vigueur au 1er janvier 2013, à savoir la population millésimée 2010, soit 241 698 habitants. Avec 15 cantons la population moyenne par conseiller départemental est de 16 113 habitants. Ainsi la population de chaque nouveau canton doit-elle être comprise entre 12 891 habitants et 19 336 habitants pour respecter le principe de l'égalité citoyenne au vu des critères démographiques.

## Composition actuelle

### Composition détaillée
| N° | Nom du Canton             | Bureau centralisateur     | Population 2010    | Écart /moyenne | Nombre de communes entières | Communes composant le canton |
| -- | ------------------------- | ------------------------- | ------------------ | -------------- | --------------------------- | --- |
| 1  | Aveyron-Lère              | Caussade                  | 18 255             | 1,13           | 6                           | Bioule, Caussade, Montricoux, Nègrepelisse, Saint-Étienne-de-Tulmont, Vaïssac. |
| 2  | Beaumont-de-Lomagne       | Beaumont-de-Lomagne       | 13 024             | 0,81           | 32                          | Angeville, Auterive, Beaumont-de-Lomagne, Belbèze-en-Lomagne, Bourret, Castelferrus, Le Causé, Comberouger, Cordes-Tolosannes, Coutures, Cumont, Escatalens, Escazeaux, Esparsac, Fajolles, Faudoas, Garganvillar, Gariès, Gimat, Glatens, Goas, Labourgade, Lafitte, Lamothe-Cumont, Larrazet, Marignac, Maubec, Montaïn, Saint-Arroumex, Saint-Porquier, Sérignac, Vigueron. |
| 3  | Castelsarrasin            | Castelsarrasin            | 19 184             | 1,19           | 6                           | Barry-d'Islemade, Les Barthes, Castelsarrasin, Labastide-du-Temple, Meauzac, La Ville-Dieu-du-Temple. |
| 4  | Garonne-Lomagne-Brulhois  | Saint-Nicolas-de-la-Grave | 12 966             | 0,8            | 29                          | Asques, Auvillar, Balignac, Bardigues, Castelmayran, Castéra-Bouzet, Caumont, Donzac, Dunes, Gensac, Gramont, Lachapelle, Lavit, Malause, Mansonville, Marsac, Maumusson, Merles, Montgaillard, Le Pin, Poupas, Puygaillard-de-Lomagne, Saint-Aignan, Saint-Cirice, Saint-Jean-du-Bouzet, Saint-Loup, Saint-Michel, Saint-Nicolas-de-la-Grave, Sistels. |
| 5  | Moissac                   | Moissac                   | 13 459             | 0,84           | 3                           | Lizac, Moissac, Montesquieu. |
| 6  | Montauban-1               | Montauban                 | fraction Montauban |                | fraction Montauban          | partie de la commune de Montauban située à l'ouest d'une ligne définie par l'axe des voies et limites suivantes : depuis la limite territoriale de la commune de Bressols, cours du Tarn, Pont-Neuf, avenue Marceau-Hamecher, avenue Chamier, rue Roger-Salengro, avenue Aristide-Briand, ligne de chemin de fer Les Aubrais-Montauban, cours du Tarn, Pont-Vieux, place Antoine-Bourdelle, rue de l'Hôtel-de-Ville, rue du Docteur-Lacaze, place Franklin-Roosevelt, rue Notre-Dame, place du Maréchal-Foch, avenue Léon-Gambetta, place de la Libération, rue Léon-Cladel, avenue du 11e-Régiment-d'Infanterie, avenue de Falguières, rue Henri-Tournié, rue des Primeurs, rue du Colonel-Christian-Gerona, rue du Docteur-Labat, ligne de chemin de fer Les Aubrais-Montauban, chemin de Matras, route départementale 959, chemin Prax-Paris, chemin des Gascous, chemin de Bonnefond, chemin de Fustie, chemin de Bondillou, route de Mirabel, jusqu'à la limite territoriale de la commune de Lamothe-Capdeville. |
| 7  | Montauban-2               | Montauban                 | fraction Montauban |                | fraction Montauban          | partie de la commune de Montauban située à l'est d'une ligne définie par l'axe des voies et limites suivantes : depuis la limite territoriale de la commune de Lamothe-Capdeville, route de Mirabel, chemin de Bondillou, chemin de Fustie, chemin de Bonnefond, chemin des Gascous, chemin Prax-Paris, route départementale 959, chemin de Matras, ligne de chemin de fer Les Aubrais-Montauban, rue du Docteur-Labat, rue du Colonel-Christian-Gerona, rue des Primeurs, rue Henri-Tournié, avenue de Falguières, avenue du 11e-Régiment-d'Infanterie, rue Léon-Cladel, avenue Léon-Gambetta, faubourg Lacapelle, boulevard Blaise-Doumerc, carrefour du Bicentenaire, boulevard Edouard-Herriot, rue Edouard-Forestié, rue du Ramièrou, avenue de Léojac, autoroute A 20, impasse du Tigné, route de Léojac, jusqu'à la limite territoriale de la commune de Léojac. |
| 8  | Montauban-3               | Montauban                 | fraction Montauban |                | fraction Montauban          | Partie de la commune de Montauban non comprise dans les cantons de Montauban-1 et de Montauban-2. |
| 9  | Montech                   | Montech                   | 18 976             | 1,18           | 9                           | Albefeuille-Lagarde, Bessens, Bressols, Finhan, Lacourt-Saint-Pierre, Monbéqui, Montbartier, Montbeton, Montech. |
| 10 | Pays de Serres Sud-Quercy | Lafrançaise               | 13 283             | 0,82           | 24                          | Belvèze, Bouloc-en-Quercy, Cazes-Mondenard, Durfort-Lacapelette, Fauroux, Labarthe, Lacour, Lafrançaise, Lauzerte, Miramont-de-Quercy, Montagudet, Montaigu-de-Quercy, Montbarla, Puycornet, Roquecor, Saint-Amans-de-Pellagal, Saint-Amans-du-Pech, Saint-Beauzeil, Sainte-Juliette, Sauveterre, Touffailles, Tréjouls, Valeilles, Vazerac. |
| 11 | Quercy-Aveyron            | Albias                    | 14 058             | 0,87           | 15                          | Albias, Auty, Cayrac, L'Honor-de-Cos, Lamothe-Capdeville, Mirabel, Molières, Montalzat, Montastruc, Montfermier, Montpezat-de-Quercy, Piquecos, Réalville, Saint-Vincent-d'Autéjac, Villemade. |
| 12 | Quercy-Rouergue           | Septfonds                 | 13 313             | 0,83           | 25                          | Castanet, Caylus, Cayriech, Cazals, Espinas, Féneyrols, Ginals, Labastide-de-Penne, Lacapelle-Livron, Laguépie, Lapenche, Lavaurette, Loze, Monteils, Mouillac, Parisot, Puylagarde, Puylaroque, Saint-Antonin-Noble-Val, Saint-Cirq, Saint-Georges, Saint-Projet, Septfonds, Varen, Verfeil. |
| 13 | Tarn-Tescou-Quercy vert   | Labastide-Saint-Pierre    | 18 056             | 1,12           | 15                          | Bruniquel, Corbarieu, Génébrières, Labastide-Saint-Pierre, Léojac, Monclar-de-Quercy, Nohic, Orgueil, Puygaillard-de-Quercy, Reyniès, Saint-Nauphary, La Salvetat-Belmontet, Varennes, Verlhac-Tescou, Villebrumier. |
| 14 | Valence                   | Valence                   | 13 172             | 0,82           | 17                          | Boudou, Bourg-de-Visa, Brassac, Castelsagrat, Espalais, Gasques, Golfech, Goudourville, Lamagistère, Montjoi, Perville, Pommevic, Saint-Clair, Saint-Nazaire-de-Valentane, Saint-Paul-d'Espis, Saint-Vincent-Lespinasse, Valence. |
| 15 | Verdun-sur-Garonne        | Verdun-sur-Garonne        | 17 681             | 1,1            | 13                          | Aucamville, Beaupuy, Bouillac, Campsas, Canals, Dieupentale, Fabas, Grisolles, Mas-Grenier, Pompignan, Saint-Sardos, Savenès, Verdun-sur-Garonne. |
|    |                           |                           | 241 698            |                | 195                         | |

### Répartition par arrondissement
Contrairement à l'ancien découpage où chaque canton était inclus à l'intérieur d'un seul arrondissement, le nouveau découpage territorial s'affranchit des limites des arrondissements. Certains cantons peuvent être composés de communes appartenant à des arrondissements différents. Dans le département de Tarn-et-Garonne, c'est le cas de quatre cantons (Beaumont-de-Lomagne, Castelsarrasin, Montech et Pays de Serres Sud-Quercy).
Le tableau suivant présente la répartition par arrondissement :
| N° | Canton                    | Castelsarrasin | Montauban          | Total              |
| -- | ------------------------- | -------------- | ------------------ | ------------------ |
| 1  | Aveyron-Lère              |                | 5                  | 5                  |
| 2  | Beaumont-de-Lomagne       | 28             | 4                  | 32                 |
| 3  | Castelsarrasin            | 5              | 1                  | 6                  |
| 4  | Garonne-Lomagne-Brulhois  | 29             |                    | 29                 |
| 5  | Moissac                   | 3              |                    | 3                  |
| 6  | Montauban-1               |                | fraction Montauban | fraction Montauban |
| 7  | Montauban-2               |                | fraction Montauban | fraction Montauban |
| 8  | Montauban-3               |                | fraction Montauban | fraction Montauban |
| 9  | Montech                   | 1              | 8                  | 9                  |
| 10 | Pays de Serres Sud-Quercy | 20             | 4                  | 24                 |
| 11 | Quercy-Aveyron            |                | 15                 | 15                 |
| 12 | Quercy-Rouergue           |                | 25                 | 25                 |
| 13 | Tarn-Tescou-Quercy vert   |                | 15                 | 15                 |
| 14 | Valence                   | 17             |                    | 17                 |
| 15 | Verdun-sur-Garonne        |                | 13                 | 13                 |
|    |                           | 103            | 92                 | 195                |